# أوقستي شاربنتييه
أوقستي شاربنتييه (بالفرنسية: Auguste Charpentier)‏ هو رسام فرنسي، ولد في 1813 في باريس في فرنسا، وتوفي بنفس المكان في 15 مايو 1880.